# Dragoši
Dragoši este o localitate din comuna Črnomelj, Slovenia, cu o populație de 14 locuitori.